# Iosif Samuilovič Šklovskij
Iosif Samuilovič Šklovskij (in russo Ио́сиф Самуи́лович Шкло́вский?; Hluchiv, 1º luglio 1916 – Mosca, 3 marzo 1985) è stato un astrofisico sovietico.

## Biografia
Iosif Samuilovič Šklovskij nasce a Hlukhiv in Ucraina in una famiglia di origini ebraiche e di modeste condizioni economiche.
Personaggio di primo piano nel dibattito sulla possibile esistenza della vita extraterrestre, suggerì che la prima prova evidente dell'esistenza di una civiltà aliena sarebbe stata la dispersione di energia elettromagnetica, dovuta alle comunicazioni locali. Su questa filosofia si è sviluppata la ricerca portata avanti dal progetto SETI. Fu il primo a suggerire nel 1953 che le onde radio e i raggi X provenienti dalla Nebulosa del Granchio sono prodotti da radiazione di sincrotrone. Predisse anche l'esistenza dei maser astronomici.

## Onorificenze
- Premio Lenin, 1960
- Bruce Medal, 1972